# Kitchener—Waterloo (circonscription provinciale)
Circonscription électorale provinciale du Canada
Kitchener—Waterloo est une ancienne circonscription provinciale de l'Ontario représentée à l'Assemblée législative de l'Ontario de 1999 à 2018.

## Géographie
La circonscription consistait en la ville de Waterloo avec une partie de la ville de Kitchener.
Les circonscriptions limitrophes étaient Kitchener—Conestoga et Kitchener-Centre.

## Historique
| Législature                                                                      | Années    | Député | Député           | Parti                     |
| -------------------------------------------------------------------------------- | --------- | ------ | ---------------- | ------------------------- |
| Circonscription issue de Waterloo-Nord, Kitchener—Wilmot et Kitchener            |           |        |                  |                           |
| 37e                                                                              | 1999–2003 |        | Elizabeth Witmer | Progressiste-conservateur |
| 38e                                                                              | 2003–2007 |        | Elizabeth Witmer | Progressiste-conservateur |
| 39e                                                                              | 2007–2011 |        | Elizabeth Witmer | Progressiste-conservateur |
| 40e                                                                              | 2011–2012 |        | Elizabeth Witmer | Progressiste-conservateur |
| 40e                                                                              | 2012-2014 |        | Catherine Fife   | Néo-démocrate             |
| 41e                                                                              | 2014–2018 |        | Catherine Fife   | Néo-démocrate             |
| Circonscription dissoute parmi Waterloo, Kitchener-Centre et Kitchener—Conestoga |           |        |                  |                           |

## Circonscription fédérale
Depuis les élections provinciales ontariennes du 4 octobre 2007, l'ensemble des circonscriptions provinciales et des circonscriptions fédérales sont identiques.